# 小松镇 (建瓯市)
小松镇，是中华人民共和国福建省南平市建瓯市下辖的一个乡镇级行政单位。

## 行政区划
小松镇下辖以下地区：
小松村、中村、李园村、定高村、湖头村、穆墩村、上元村、渔村、溪头村、双坪村、台尾村、大庙村、高历村、龚墩村、良种场和林场。